# South Williamsport
 South Williamsport ist ein Borough im Lycoming County im US-Bundesstaat Pennsylvania der Vereinigten Staaten. Das U.S. Census Bureau hat bei der Volkszählung 2020 eine Einwohnerzahl von 6.261 ermittelt.
South Williamsport liegt an der Südseite des Susquehanna River in den Appalachen.
Als Austragungsort der Little League Baseball World Series ist South Williamsport weit über die Staatsgrenzen hinaus bekannt.

## Geschichte
South Williamsport feierte im Jahr 1986 den hundertsten Jahrestag seiner Gründung als Borough. Am 29. November 1886 gliederte das Lycoming County die Gemeinden Rocktown, Billman und South Williamsport in das County ein. Das Land gehört zuvor zum Armstrong Township.
Die ersten Bewohner im Tal des Susquehanna River waren die Irokesen. Im Jahre 1768 kauften die Briten den Indianern das Land des heutigen Lycoming Countys ab. Nach dem Amerikanischen Unabhängigkeitskrieg wurde das Land im Jahre 1795 in mehrere Counties aufgeteilt. Ebenfalls in diesem Jahr wurde die Nachbargemeinde Williamsport auf der anderen Seite des Flusses gegründet.
Als erster koloniale Siedler in South Williamsport wird der ausgewanderte Holländer Aaron Hagermann vermutet. Die ersten Industrieanlagen bestanden aus Sägewerken und Möbelfabriken. Nach dem Ende des Bürgerkrieges verlor diese Branche jedoch an Bedeutung da die umliegenden Wälder größtenteils abgeholzt waren und die Holzfäller weiter nach Westen zogen.

## Heute
Heutzutage besteht das einheimische Gewerbe hauptsächlich aus Holzmanufakturen. Das Holz wird aus dem aufgeforsteten Wald bezogen. Die größten Arbeitgeber im Ort sind Little League Baseball Inc., Keystone Friction Hinge, South Williamsport Area School District und die New Lycoming Bakery. Obwohl der Fluss im Norden und die Bald Eagle Mountains im Süden das geografische Wachstum einschränken, konnte die Bevölkerung stabil wachsen.

## Söhne und Töchter der Stadt
- Robert Porter Allen (1905–1963), Ornithologe und Naturschützer